# El Ideal Gallego
El Ideal Gallego és un diari que s'edita a La Corunya (Galícia) des de l'any 1917. Subtitulat com a Diari catòlic, regionalista i independent.
Va ser fundat per José Toubes Pego, i va aparèixer l'1 d'abril de 1917. El seu primer director va ser Alfredo García Ramos, que va romandre en el lloc fins a 1920. A aquest li van substituir altres fins que el 1931 el diari va passar a ser gestionat per l'Editorial Católica.
Va publicar una "Fulla literària" a la dècada dels anys 1920. En els anys 1960 es va incloure en el suplement dominical un full cultural: "Arco da Vella" (Arc de Sant Martí) en gallec, de la qual es responsabilitzava l'Agrupació Cultural O Facho. Entre 1984 i 1990 el periòdic va editar el suplement bilingüe "Cataventos". El 1992 el diari va passar a editar en l'exemplar dominical al suplement "Cultural 92".